# Мечеть Атік Мустафи-паші
Мечеть Атік Мустафи-паші́ (тур. Atik Mustafa Paşa Camii) — культова будівля у Стамбулі в районі Влахерни, у північно-західному куті старого міста, біля наземних стін та стін Золотого Рогу. Розташована приблизно за 100—150 метрів на схід від церкви Діви Марії Влахернської. Зразок архітектури середньо-візантійського періоду. Значно перебудована в османську добу.

## Ідентифікація
Висловлювались різні припущення щодо часу виникнення та первинної посвяти храму. Зокрема, споруду ідентифікували як церкву св. Петра і Марка, св. Феки та св. Іллі Петріонського. Найбільш ймовірним, однак, виглядає її посвята св. Теклі коло Влахернських палат (грец. Άγία Θέκλα τοῦ Παλατίου τῶν Βλαχερνών).

## Історія та архітектура
Наявність багатьох архаїчних елементів свідчить про те, що він міг бути побудований у другій половині IX столітті. Якщо така дата є вірною то споруду можна вважати найдавнішою збереженою післяіконоборською церквою в Константинополі та першою із типу хрестово-купольних храмів, яки згодом набув великого поширення, в тому числі і на Русі. Однак також стверджується, що будівля датується XI чи XII століттям.

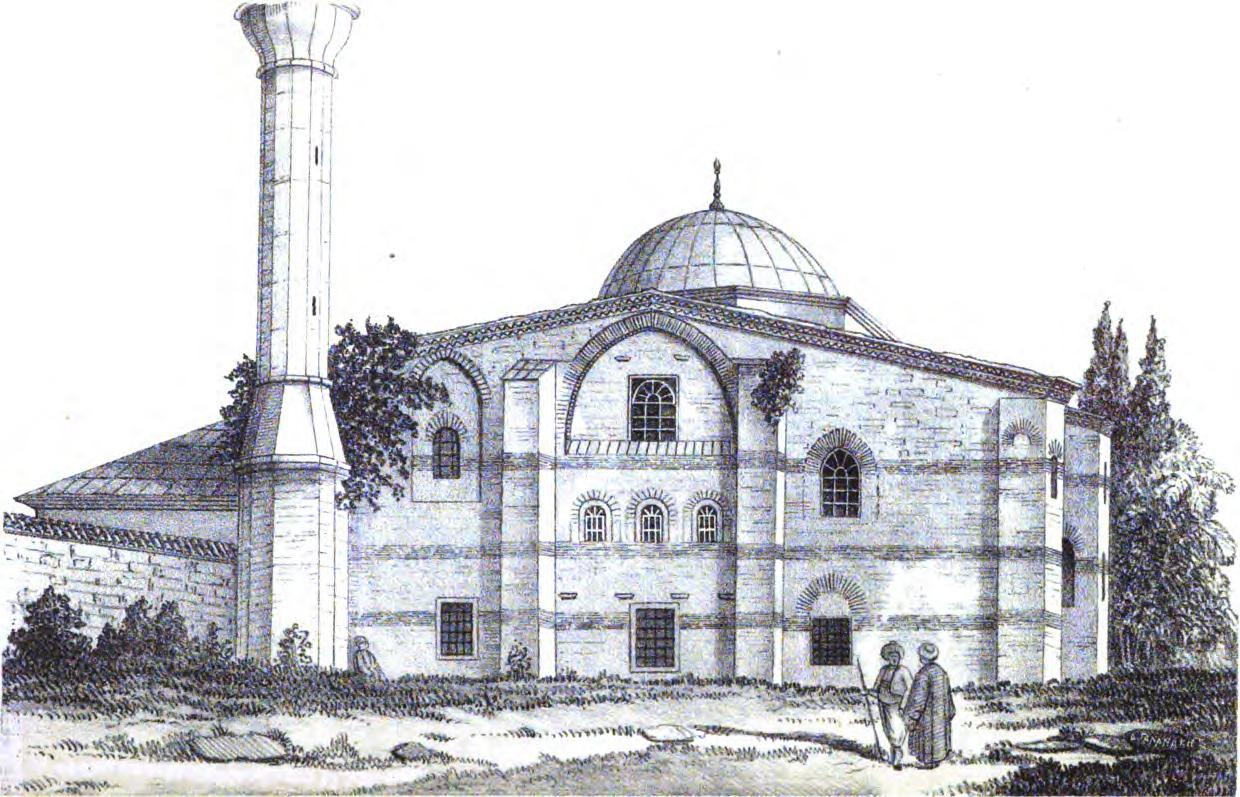
Вид мечеті у 1877 р.

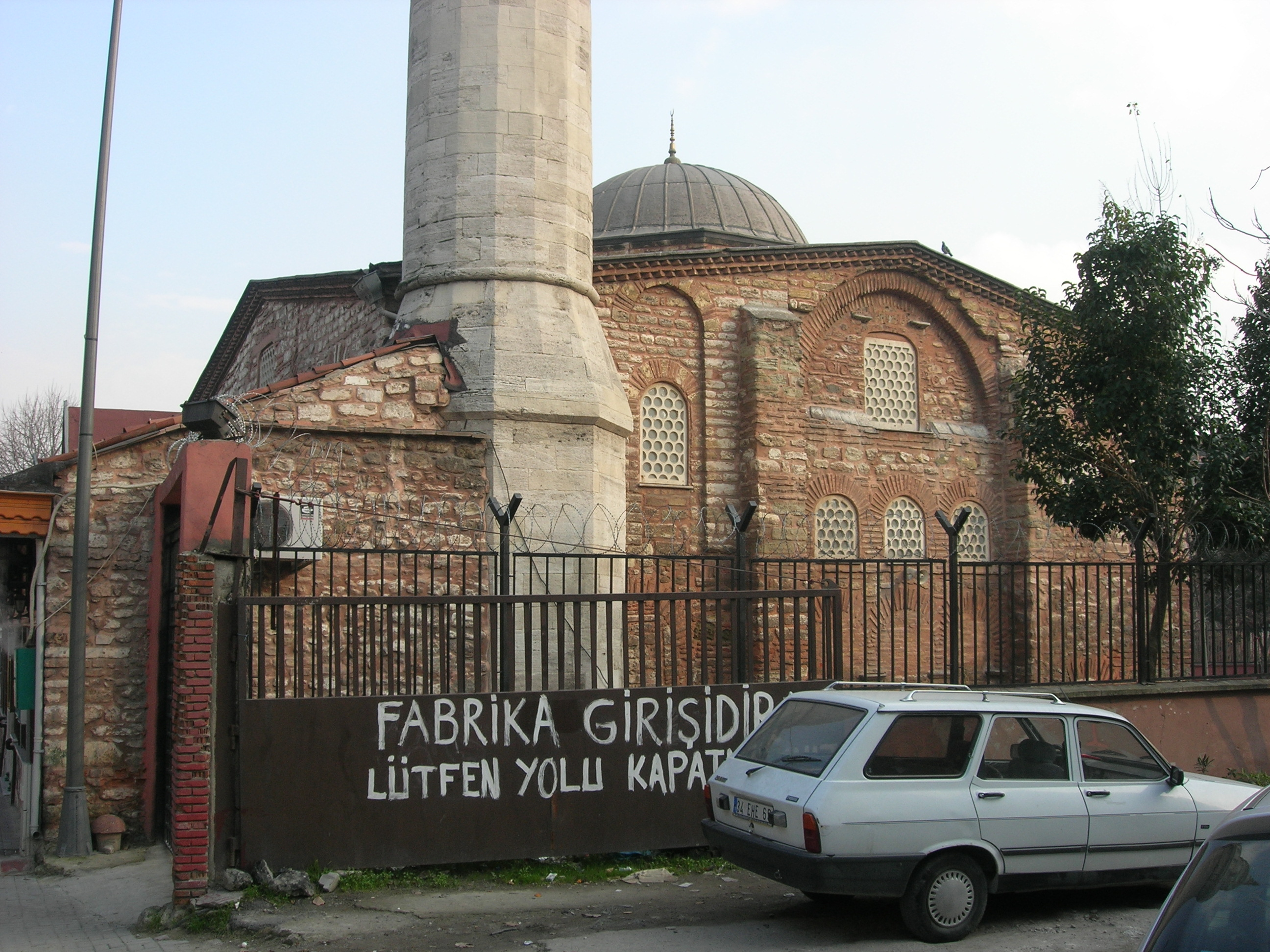
Вид з півдня у 2007 р.

Оскільки найімовірніше церква колись носила назву св. Теклі, то вона може бути пов'язаною із принцесою Теклею, старшою донькою імператора Феофіла, яка у IX ст. розширила невеликий ораторій, присвячений її святій покровительці на схід від церкви Богородиці Влахернської. У 1059 році на цьому місці імператор Ісаак I Комнін збудував більшу церкву, як подяку за порятунок під час нещасного випадку на полюванні. Церква славилася своєю красою і Анна Комніна пише, що її мати, Анна Далассена, часто ходила і молилась там.
Церква являла собою хрестоподібну споруду з трьома апсидами, яка істотно змінювалась впродовж історії. Спочатку пропорції будівлі були набагато стрункішими, ніж сьогодні. Це пов'язано зі зміною рівня землі і підлоги; у візантійський період підлога була на 1,50 метри нижче, ніж сьогодні. Крім того, барабан візантійського купола був вищим і заповненим вікнами. Нинішній купол, який є низьким і без вікон, датується османською епохою. Крім того, ґанок із мінаретом замінив нартекс. Зовнішні поверхні, особливо вікна, були ретельно перероблені, а інтер'єр — оштукатурений. В останні десятиліття незареєстровані реставрації знищили багато елементів, ускладнивши дату або ідентифікацію церкви.
Церкву перетворив на мечеть Коча Мустафа-паша перед смертю в 1512 році. Мечеть також відома як Хазреті Кабір. Будівля зазнала значних руйнувань унаслідок пожежі в 1729 році та землетрусу в 1894 році. Відновлена в 1906 та 1922 роках.
У 1957 році Американський візантійський інститут знайшов фрески Архангела Михаїла, оточені святителями Козьмою та Даміаном, які відносяться до першої половини XV століття. Їх більше не видно, оскільки вони згодом були прикриті під час реставрації. Не виключено, що фрески були частиною похоронної каплиці, добудованої до церкви.